# Trox terrestris
Trox terrestris es una especie de escarabajo del género Trox, familia Trogidae. Fue descrita científicamente por Say en 1825.
Se distribuye por la ecozona del Neártico. Habita en los Estados Unidos (Massachusetts, Misisipi, Carolina del Sur).